# سيبيك (خبز)
سيبيك هو خبز إستوني، محضّر بدقيق القمح أو مع خليط الذي يمكن أن يحتوي على القمح و الجاودار و شعير الطحين. بالإضافة إلى ذلك فإنه يمكن أن يحتوي على النخالة.
تقليديا الخبز خدم للاحتفالات مثل السنة الجديدة، Vastlapäev... السلف المباشر لسيبيك هو الشعير الخبز المعروف في جنوب إستونيا ك karask.
العديد من شركات الأغذية في إستونيا وغيرها من دول البلطيق يعملان اختلافاتهم الخاصة من سيبيك والتي تختلف عن التقليدية الإستونية سيبيك.